# 反應堆堆芯

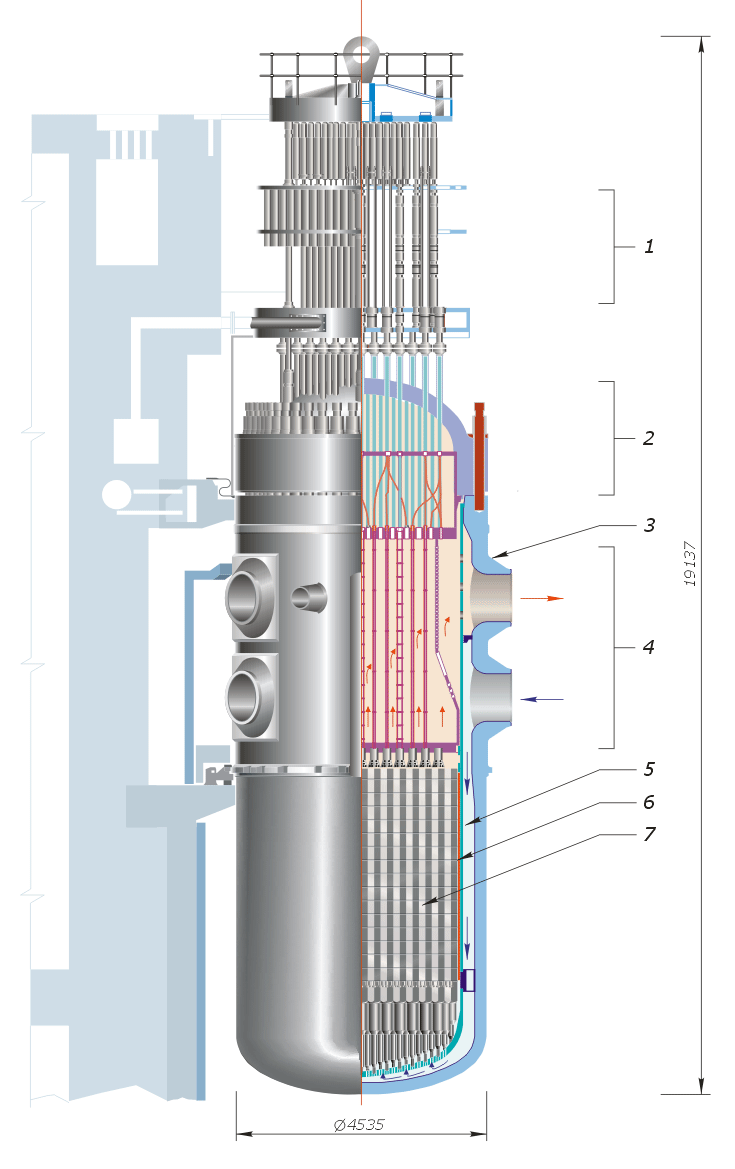
水-水高能反應堆(VVER)的堆芯設計。

反應堆堆芯是核反應堆的一部份，包含核燃料組件，是發生核反應与熱的地方。核燃料通常是數以千計包含在管道內的低濃縮鈾。堆芯還包含結構組件，既能慢化中子又能控制反應的方法，也需要把熱從核燃料轉移至堆芯外需要的地方的裝置。

## 水慢化反應堆
典型的壓水堆和沸水堆內是燃料棒，其直徑相當於一支大凝膠型墨水筆，每支大約4米長，是由數以百計成束的燃料棒組成，稱為燃料組件。在每個燃料棒內，鈾的陶瓷核燃料芯塊，最普遍的是氧化鈾，放滿燃料芯塊。堆芯內的是控制棒，以容易捕獲中子的硼、鉿、鎘的顆粒填滿等，它們可以迅速吸收中子。當控制棒插入反應堆堆芯時，它們吸收中子，使鏈式反應不能持續進行。相反，當控制棒上移，更多的中子轟擊燃料棒附近的可裂變物質如鈾-235或鈈-239的原子核，鏈式反應加劇。在堆芯內的遮蔽物引導水流冷卻堆芯內的反應堆。核裂變產生的熱由水帶走，水也起到慢化中子的作用。

## 石墨慢化反應堆

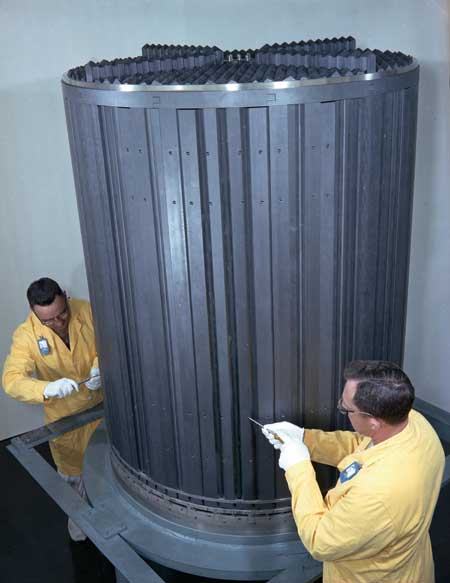
石墨融鹽反應堆實驗堆芯。

使用固體反應堆石墨作為中子慢化劑，使用普通水為冷卻。蘇聯的RBMK型反應堆便是這種反應堆。亦是切爾諾貝爾核事故中的反應堆類型。
進階版氣冷反應堆是英國設計的反應堆，堆芯由石墨慢化劑組成，燃料也在堆芯中。使用二氧化碳作為冷卻劑，流動於堆芯內，把熱帶走。
還有一些實驗反應堆以石墨作為慢化劑如球床反應堆的概念和融鹽反應堆實驗。